# 원격 데스크톱 서비스
원격 데스크톱 서비스(Remote Desktop Services, RDS, 리모트 데스크톱 서비스, 윈도우 서버 2008 이하의 경우 터미널 서비스)는 네트워크가 연결되어 있는 원격 컴퓨터나 가상 머신에 사용자가 제어권을 가질 수 있게 하는 마이크로소프트 윈도우의 구성 요소들 가운데 하나이다. RDS는 신 클라이언트의 마이크로소프트 구현체로서, 윈도우 소프트웨어, RDS를 실행 중인 전체 컴퓨터 데스크톱이 원격 데스크톱 프로토콜(RDP)을 지원하는 원격 클라이언트 머신에 연결할 수 있게 한다. RDS를 사용하면 소프트웨어 사용자 인터페이스들만 클라이언트 시스템으로 전송된다. 클라이언트 시스템의 모든 입력은 서버에 전송되며 여기서 소프트웨어 실행이 발생한다. 이는 요청을 한 클라이언트에 컴퓨터 프로그램들이 스트리밍되고 스트리밍 머신에서 실행되는 마이크로소프트 App-V와 같은 애플리케이션 스트리밍 시스템과는 대비된다.
RemoteFX가 윈도우 서버 2008 R2 서비스 팩 1의 일부로 RDS에 추가되었다.

## 클라이언트 소프트웨어

### 원격 데스크톱 연결
원격 데스크톱 연결(Remote Desktop Connection, RDC, 원격 데스크톱/Remote Desktop, 이전 명칭: 마이크로소프트 터미널 서비스 클라이언트/Microsoft Terminal Services Client, mstc, tsclient)은 RDS를 위한 클라이언트 애플리케이션이다. 터미널 서비스 서버를 실행하는 네트워크 컴퓨터에 사용자가 원격으로 로그인할 수 있게 해준다. RDC는 원격 시스템의 데스크톱 인터페이스(애플리케이션 GUI)를 마치 로컬에서 접근하는 것처럼 표현한다. 원격 세션 인증을 위한 정규 사용자 이름/비밀번호 외에 RDC는 인증을 위한 스마트 카드 사용 또한 지원한다. RDC 6.0에서 원격 세션의 해상도는 원격 컴퓨터의 설정과 독립적으로 설정이 가능하다.

## 같이 보기
- 윈도우 멀티포인트 서버
- 마이크로소프트 넷미팅
- VNC